# Phaedrotoma scabriventris
Phaedrotoma scabriventris är en stekelart som först beskrevs av Nixon 1955.  Phaedrotoma scabriventris ingår i släktet Phaedrotoma och familjen bracksteklar. Inga underarter finns listade i Catalogue of Life.